# Jahmyr Gibbs
(en) Statistiques sur pro-football-reference
Jahmyr Gibbs (né le 20 mars 2002 à Dalton en Géorgie) est un sportif professionnel américain de football américain évoluant au poste de running back. 
Il joue depuis la saison 2023 pour la franchise des Lions de Détroit dans la National Football League (NFL).
Au niveau universitaire, il a joué pour les Yellow Jackets de Georgia Tech (2020-2021) et le Crimson Tide de l'Alabama (2022) avant d'être choisi par les Lions en 12e choix global lors de la draft 2023 de la NFL.

## Biographie

### Jeunesse
Originaire de Dalton dans le nord de la Géorgie, Gibbs étudie au lycée de cette ville. Il y joue au football américain, gagnant 897 yards et inscrivant 10 touchdowns à la course lors de son année sophomore. La saison suivant, il gagne 1431 yards et inscrit 20 touchdowns à la course. Il est le meilleur de son État lors de son année senior affichant un total de 2 554 yards et 40 touchdowns à la course. Ses performances lui valent une sélection dans la première équipe et le titre de meilleur joueur offensif de la saison 2020 en Géorgie, ainsi qu'une sélection dans la première équipe All-American par Sports Illustrated. Il est également invité à participer à l'All-American Bowl 2020. Gibbs termine ses années au niveau lycéen avec un bilan à la course de 4 882 yards et 70 touchdowns.

### Carrière universitaire
Gibbs attire rapidement l'attention des équipes de la NCAA Division I FBS, recevant un total de 26 offres de bourse universitaire au cours de ses deux dernières saisons au lycée. Gibbs rend officiellement visite à LSU, Ohio State, Florida et Georgia Tech,. Il s'engage finalement avec les Yellow Jackets de Georgia Tech, privilégiant sa bonne relation avec l’entraîneur principal Tashard Choice, ancien running back de la NFL.

#### Georgia Tech
Gibbs trouve rapidement sa place à Georgia Tech. Lors de sa deuxième saison, il est sélectionné dans la deuxième équipe de l'Atlantic Coast Conference (ACC) après avoir gagné 746 yards à la course dont 132 lors du match contre les Cavaliers de la Virginie. Cependant, l'équipe connait une saison difficile qui mène au renvoi de plusieurs entraîneurs ce qui amène Gibbs à annoncer son départ.

#### Alabama
Il obtient son transfert en 2022 au Crimson Tide de l'Alabama, cette équipe cherchant à remplacer Brian Robinson Jr. (en) parti en NFL. Le 1er octobre, lors de la victoire contre #20 Arkansas, en 18 courses, il gagne 206 yards et inscrit deux touchdowns. Lors des deux matchs suivants, victoire contre Texas A&M et défaite contre #6 Tennessee, Gibbs réalise respectivement 21 courses pour 154 yards et 24 courses pour 103 yards avec 3 touchdowns. Il termine la saison 2022 avec un total de 151 courses pour 926 yards et sept touchdowns ainsi que 44 réceptions pour 444 yards et trois touchdowns supplémentaires.
Classé par Mel Kiper Jr. (en) comme possible troisième meilleur running back, derrière Bijan Robinson et De'Von Achane (en), pour la draft à venir, il se déclare admissible à celui-ci le 2 janvier 2023.

### Carrière professionnelle
Gibbs est sélectionné en 12e choix global lors du premier tour de la draft 2023 de la NFL par la franchise des Lions de Détroit. Cette sélection crée la surprise non seulement puisque Gibbs est choisi plus tôt que prévu par les spécialistes, mais dû au fait que les Lions comptent déjà sur les services de D'Andre Swift et David Montgomery. Gibbs est alors vu comme occupant un rôle similaire à Swift et complémentaire à Montgomery, ce qui pousse certains à suggérer que Swift sera rapidement échangé par l'équipe, chose qui se concrétise le lendemain. En réponse aux critiques sur le choix, le directeur général de l'équipe Brad Holmes explique que Gibbs n'aurait pas été disponible plus tard dans la draft, et que l'équipe ne voulait pas prendre ce risque.
Au terme de sa saison rookie, Gibbs totalise un gain de 1 261 yards dont 945 au sol. Il se fait également remarquer pendant la série éliminatoire lors de la rencontre contre les Buccaneers de Tampa Bay. Ses performances lui permettent de remplacer Christian McCaffrey au Pro Bowl, ce dernier participant au Super Bowl LVIII,. À Détroit, Gibbs et utilisé de façon presque égale avec Montgomery. En référence aux personnages des jeux vidéo Sonic the Hedgehog, Gibbs, rapide et agile, reçoit par les fans le surnom de « Sonic » tandis que Montgomery, plus puissant et physique, reçoit celui de « Knuckles ».

## Statistiques

### Universitaires
| Année       | Équipe                         | Statut      | MJ |     | Courses | Courses | Courses | Courses |       | Passes réceptionnées | Passes réceptionnées | Passes réceptionnées | Passes réceptionnées |
| Année       | Équipe                         | Statut      | MJ | Nb. | Yards   | Moy.    | TD      | Nb.     | Yards | Moy.                 | TD                   |                      |                      |
| 2020        | Yellow Jackets de Georgia Tech | Fr.         | 07 | 089 | 460     | 5,2     | 4       | 24      | 303   | 12,6                 | 3                    |                      |                      |
| 2021        | Yellow Jackets de Georgia Tech | So.         | 12 | 143 | 746     | 5,2     | 4       | 36      | 470   | 13,1                 | 2                    |                      |                      |
| 2022        | Crimson Tide de l'Alabama      | Jr.         | 12 | 151 | 926     | 6,1     | 7       | 44      | 444   | 10,1                 | 3                    |                      |                      |
| Totaux NCAA | Totaux NCAA                    | Totaux NCAA | 31 | 383 | 2 132   | 5,6     | 15      | 104     | 1 217 | 11,7                 | 8                    |                      |                      |

### Professionnelles
| Taille              | Poids          | Bras           | Main          | Sprint   | Sprint   | Sprint   | Shuttle 20 yards | 3 cones drill | Détente        | Détente     | Développé couché | Test Wonderlic |
| Taille              | Poids          | Bras           | Main          | 40 yards | 10 yards | 20 yards | Shuttle 20 yards | 3 cones drill | verticale      | horizontale | Développé couché | Test Wonderlic |
| 1,76 m (5 ft 9⅛ in) | 90 kg (199 lb) | 77 cm (30½ in) | 23 cm (9¼ in) | 4,36 s   | 1,52 s   | 2,52 s   | -                | -             | 85 cm (33½ in) | -           | -                | -              |

| Année  | Équipe           | MJ |                 | Courses         | Courses         | Courses         | Courses         |                 | Passes réceptionnées | Passes réceptionnées | Passes réceptionnées | Passes réceptionnées |  | Fumbles | Fumbles |
| Année  | Équipe           | MJ | Nb.             | Yards           | Moy.            | TD              | Nb.             | Yards           | Moy.                 | TD                   | Nb.                  | Perdus               |  |         |         |
| 2023   | Lions de Détroit | 15 | 182             | 945             | 5,2             | 10              | 52              | 316             | 6,1                  | 1                    | 2                    | 1                    |  |         |         |
| 2024   | Lions de Détroit | ?  | Saison en cours | Saison en cours | Saison en cours | Saison en cours | Saison en cours | Saison en cours | Saison en cours      | Saison en cours      | ?                    | ?                    |  |         |         |
| Totaux | Totaux           | 15 | 182             | 945             | 5,2             | 10              | 52              | 316             | 6,1                  | 1                    | 2                    | 1                    |  |         |         |

| Année  | Équipe           | MJ |     | Courses | Courses | Courses | Courses |       | Passes réceptionnées | Passes réceptionnées | Passes réceptionnées | Passes réceptionnées |  | Fumbles | Fumbles |
| Année  | Équipe           | MJ | Nb. | Yards   | Moy.    | TD      | Nb.     | Yards | Moy.                 | TD                   | Nb.                  | Perdus               |  |         |         |
| 2023   | Lions de Détroit | 3  | 29  | 144     | 5,0     | 3       | 11      | 94    | 8,5                  | 0                    | 1                    | 1                    |  |         |         |
| Totaux | Totaux           | 3  | 29  | 144     | 5,0     | 3       | 11      | 94    | 8,5                  | 0                    | 1                    | 1                    |  |         |         |